# كيث أكتون
كيث أكتون هو لاعب هوكي الجليد كندي، ولد في 15 أبريل 1958 في ويتجيرج ستوفيل في كندا.

## وصلات خارجية
- كيث أكتون على موقع دوري الهوكي الوطني (الإنجليزية)
- كيث أكتون على موقع قاعة مشاهير الهوكي (لاعب أن.إتش.أل) (الإنجليزية)
- كيث أكتون على موقع EliteProspects.com (الإنجليزية)
- كيث أكتون على موقع HockeyDB.com (الإنجليزية)
- كيث أكتون على موقع Hockey-Reference.com (الإنجليزية)